# Euscelophilidius denticulatus
Euscelophilidius denticulatus es una especie de coleóptero de la familia Attelabidae.

## Distribución geográfica
Habita en China.